# Conophyma sharafii
Conophyma sharafii is een rechtvleugelig insect uit de familie Dericorythidae. De wetenschappelijke naam van deze soort is voor het eerst geldig gepubliceerd in 1987 door Pfadt.